# Gaëtan Dugas
Gaëtan Dugas (20 de febrer de 1953 – 30 de març de 1984) va ser un home canadenc que treballava per Air Canada com a assistent de vol. Dugas va arribar a ser conegut erròniament com el «pacient zero» (cas índex) de la sida (síndrome d'immunodeficiència adquirida).
Un estudi publicat a la Revista Nord-americana de Medicina l'any 1984 va concloure que moltes de les primeres infeccions per VIH a Nova York eren atribuïbles a un assistent de vol que era gai i estava infectat. Els epidemiòlegs van presumir que Dugas va portar el virus fora d'Àfrica i el va introduir en la comunitat homosexual occidental.

## Història
En la història de la cerca del virus, no es pot deixar de parlar del cèlebre «Pacient 0» d'on va semblar partir l'epidèmia en els primers moments. Es va considerar que es tractava de Gaëtan Dugas, un auxiliar de vol homosexual i amb múltiples parelles sexuals, que va reconèixer haver tingut més de dos mil companys sexuals. A partir del VIH (virus d'immunodeficiència humana) aïllat en la seva sang es van identificar, investigant a pacients de tot el món, més de 40 casos de VIH d'idèntiques característiques, repartits per multitud de països que tenien en comú a més, haver compartit sexe entre ells. Va contribuir a estendre la malaltia per tot el món, alguna cosa que va ocórrer en un temps rècord, però també va ajudar a reconèixer que el virus era molt contagiós i que certes pràctiques sexuals, podien ajudar a la seva disseminació, per tant era possible prendre mesures per reduir la taxa d'infeccions.
Dugas va ser retratat en el llibre de Randy Shilts And the band played on, que documentava el brot del VIH als Estats Units. Shilts va retratar a Gaëtan Dugas amb un comportament gairebé sociopátic, afirmant que infectava voluntàriament a uns altres amb el virus. Dugas va ser descrit com un atleta sexual encantador i atractiu que, segons pròpia estimació, mantenia centenars de trobades sexuals a l'any. Va afirmar haver tingut prop de 2.500 actes sexuals amb altres homes de tota Amèrica del Nord, doncs com a assistent de vol va poder viatjar per tot el globus als epicentres del començament del VIH, com Los Angeles, Nova York, París i San Francisco. Encara que sofria del sarcoma de Kaposi, i havia estat advertit que podria transmetre un virus sexual, Dugas es va negar a deixar de tenir sexe sense protecció, infectant així a nombroses persones.
Dugas va pensar que aquesta nova malaltia de transmissió sexual podria ser tractada fàcilment, com la sífilis i la gonorrea, però va resultar ser incurable i gairebé sempre mortal, durant els anys vuitanta i gran part dels noranta, fins que els investigadors van trobar combinacions de fàrmacs que frenen l'avanç de la malaltia, però no la guareixen.
Dugas va morir a la Ciutat de Quebec el 30 de març de 1984 d'insuficiència renal causada per les infeccions i malalties provocades pel virus del VIH.

## Anàlisi i crítica
L'anàlisi genètica del VIH proporciona una certa ajuda per a la teoria del pacient zero, i encara que Dugas no era probablement l'únic "responsable" de l'extensió inicial del virus als Estats Units, sí sembla part d'un grup reduït d'homes homosexuals que viatjaven amb freqüència, eren sexualment actius en extrem i van morir de Sida en els primers temps de l'epidèmia (1980-1982).
Un recent estudi ha desmentit que Dugas fos el "pacient zero". El 2016, un grup d'investigadors dirigit pel biòleg evolutiu Dr Michael Worobey va dur a terme un estudi genètic que va analitzar mostres de sang dels homes homosexuals i bisexuals de 1978 i 1979 com a part d'un estudi de l'hepatitis B, i sobre la base dels resultats de les dades, va arribar a la conclusió que Dugas no era la font del virus als EUA "en l'arbre famíliar del virus, Dugas queia al mig, no al principi." "Les creences sobre el pacient zero ", Worobey conclou," no estan recolzades per dades científiques".